# Дубовец, Надежда Ивановна
Надежда Ивановна Дубовец (бел. Надзея Іванаўна Дубавец; род. 27 марта 1954) — советский и белорусский учёный в области генетики, цитогенетики и биотехнологии растений, доктор биологических наук (2012), член-корреспондент Академии наук Белоруссии (2017). Дважды лауреат премии НАН Белоруссии (1993, 2006).

## Биография
Родилась 27 марта 1954 года в городе Сольцы Новгородской области.
С 1972 по 1977 год обучалась на биологическом факультете Белорусского государственного университета по кафедре систематики растений. 
С 1978 года на научно-исследовательской работе в Институте генетики и цитологии АН Белорусской ССР(с 1991 года — Академии наук Белоруссии) в качестве аспиранта, научного и старшего научного сотрудника, с 1994 года — заведующая лаборатории тритикале, с 2013 года — главный научный сотрудник этого научного института. В качестве научного сотрудника занималась исследовательской работой по гек-саплоидными тритикале в Институте цитологии и генетики Сибирского отделения АН СССР, а затем в Научно-исследовательской лаборатории функциональной морфологии хромосом Института молекулярной биологии АН СССР имени В. А. Энгельгардта. 

### Научно-педагогическая деятельность и вклад в науку
Основная научно-педагогическая деятельность Н. И. Дубовец была связана с вопросами в области генетики, цитогенетики и биотехнологии растений, занималась исследованиями в области динамики процессов микроэволюционной дифференциации полиплоидных видов злаков путём формирования рекомбинантных геномов, а так же экспериментальной цитогенетики и эволюционной генетики растений. В ходе экспериментов ей были получены доказательства формирования гибридных зон в местах совместного произрастания тетраплоидных амфидиплоидов с наличием общего генома, это позволило прогнозировать направления эволюционных процессов в природных симпатрических популяциях злаковых растений. Под её руководством был разработан способ получения мейотических рекомбинаций между филогенетически отдалёнными диплоидными геномами злаковых растений, который расширил возможность переноса генов диких растений в геном растений культурных. Н. И. Дубовец были созданы серии уникальных замещённых гексаплоидных и тетраплоидных тритикале, которые были в последующем внедрены в селекционный процесс и научную практику по экспериментальному преобразованию генетических структур зерновых культур. Н. И. Дубовец с 2016 по 2021 год являлась — председателем Совета по защите диссертаций Института генетики и цитологии НАН Белоруссии.
В 1988 году защитила кандидатскую диссертацию по теме: «Тетраплоидные тритикале - получение и цитогенетический анализ», в 2012 году защитила докторскую диссертацию на соискание учёной степени доктор биологических наук по теме: «Закономерности формирования рекомбинантного генома полиплоидных видов злаков - эволюционные, генетические и селекционные аспекты». В 2010 году ей было присвоено учёное звание доцент. В 2017 году она был избрана член-корреспондентом Академии наук Белоруссии. Н. И. Дубовец было написано более ста пятидесяти научных работ в том числе монография и свидетельство на изобретение. В 1993 году за лучшую научную работу «Создание и цитогенетическое исследование 28-хромосомных пшенично-ржаных гибридов» и в 2006 году за серию совместных работ «Реорганизация ядерного и цитоплазматического геномов при создании новых форм злаков методами биотехнологии» Н. И. Дубовец была удостоена Премии НАН Белоруссии.

## Основные труды
- Тетраплоидные тритикале - получение и цитогенетический анализ. — Минск, 1988. — 134 с.[5]
- Тетраплоидные тритикале. Минск, 1990.
- Цитогенетические методы в селекции растений / Генетические основы селекции растений. Минск, 2008. Т. 1.
- Microevolutionary Differentiation of Cereal Tetraploid Species by the Formation of Recombinant Genomes / Rus. J. Genetics: Appl. Res. 2017. Vol. 7, № 3[1]
- Закономерности формирования рекомбинантного генома полиплоидных видов злаков - эволюционные, генетические и селекционные аспекты / Дубовец Надежда Ивановна ; Государственное научное учреждение "Институт генетики и цитологии Национальной академии наук Беларуси", 2012.
- Молекулярная и прикладная генетика : сборник научных трудов / Государственное научное учреждение "Институт генетики и цитологии Национальной академии наук Беларуси"; редакционная коллегия: А. В. Кильчевский (главный редактор) и др. — 2016, т. 21
- Генетические ресурсы растений в Беларуси: мобилизация, сохранение, изучение и использование / Ф. И. Привалов и др. ; редколлегия: Ф. И. Привалов (главный редактор) и др. ; предисловие В. Г. Гусакова; Национальная академия наук Беларуси, РУП "Научно-практический центр Национальной академии наук Беларуси по земледелию", 2019.
- Генетические основы селекции растений : в 4 т. / Национальная академия наук Беларуси, Институт генетики и цитологии; научные редакторы: А. В. Кильчевский, Л. В. Хотылева. — Т. 2: Частная генетика растений / Н. А. Картель и др. ; предисловие редакторов: А. В. Кильчевский, Л. В. Хотылева, 2020[6].

## Награды
- Премия НАН Белоруссии (1993 — за лучшую научную работу «Создание и цитогенетическое исследование 28-хромосомных пшенично-ржаных гибридов»)
- Премия НАН Беларуси и СО РАН имени В. А. Коптюга (2006 — за серию совместных работ «Реорганизация ядерного и цитоплазматического геномов при создании новых форм злаков методами биотехнологии»)[1][2][3].